# Lipovany
Lipovany és un poble i municipi d'Eslovàquia. Es troba a la regió de Banská Bystrica. La primera menció escrita de la vila es remunta al 1238.

## Demografia
| Godina             | 1994 | 2004    | 2014   | 2024 |
| ------------------ | ---- | ------- | ------ | ---- |
| Nombre de persones | 329  | 286     | 260    | 234  |
| Diferència         |      | −13,06% | −9,09% | −10% |

| Godina             | 2023 | 2024   |
| ------------------ | ---- | ------ |
| Nombre de persones | 230  | 234    |
| Diferència         |      | +1,73% |